# 巴林塔瓦克交流道
巴林塔瓦克交流道（英語：Balintawak Interchange），或稱巴林塔瓦克苜蓿葉型交流道（Balintawak Cloverleaf），為菲律宾馬尼拉都會區奎松市境內的交流道，屬於雙層苜蓿葉型交流道，藉由此交流道可連接桑托斯大道與北呂宋快速道路等地。此交流道於1968年完工，與北呂宋快速道路奎松市－布拉干省吉金托路段同時通車，也是菲律賓建設開發公司（Construction and Development Corporation of the Philippines，CDCP，今菲律賓國家建設公司）最初的建設計畫之一。

## 歷史
1960年代，由於馬尼拉及其周邊地區之車輛過度飽和，造成嚴重的交通堵塞，因而加速推動此交流道之興建。1966年6月25日，時任總統费迪南德·马科斯下令公共工程暨公路部承辦一些道路工程計畫，並且以第二次世界大战所獲得的賠償金做為其建設經費，其中包含在桑托斯大道沿線興建多座重要交流道等。而這個命令將促使交流道之興建，並且取代桑托斯大道、滂尼發秀大道與季里諾公路（今屬北呂宋快速道路）之間原有的圓環，而位於桑托斯大道與南呂宋快速道路之間的麥哲倫交流道於1975年開放通車。後來在巴林塔瓦克交流道內興建安德烈·滂尼发秀紀念碑，2009年進行整修工程，整修費用為1,300萬披索。

## 問題
巴林塔瓦克交流道四周常有淹水的問題，2014年列為馬尼拉都會區二十二大易淹公路之一。為減輕此交流道之淹水問題，馬尼拉北收費公路公司在2015年花費近7,000萬披索來改善此交流道之排水系統。不僅淹水問題，《菲律賓星報》專欄作家西托·貝爾特朗（Cito Beltran）也批評此交流道充斥著以權謀私的警察以及竊賊等。